# Episodi di Pianeta Terra - Cronaca di un'invasione (terza stagione)
La terza stagione della serie televisiva Pianeta Terra - Cronaca di un'invasione, composta da 22 episodi, è stata trasmessa in syndication dal 4 ottobre 1999 al 15 maggio 2000.
In Italia la stagione è stata trasmessa dal canale Jimmy dall'11 aprile 2008 al 12 maggio 2008.
| nº | Titolo originale          | Titolo italiano             | Prima TV USA     | Prima TV Italia |
| -- | ------------------------- | --------------------------- | ---------------- | --------------- |
| 1  | Crackdown                 | Repressione                 | 4 ottobre 1999   | 11 aprile 2008  |
| 2  | The Vanished              | Scomparsi                   | 11 ottobre 1999  | 14 aprile 2008  |
| 3  | Emancipation              | Liberazione                 | 18 ottobre 1999  | 15 aprile 2008  |
| 4  | Déjà Vu                   | Deja Vu                     | 25 ottobre 1999  | 16 aprile 2008  |
| 5  | The Once and Future World | Reperto pericoloso          | 1º novembre 1999 | 17 aprile 2008  |
| 6  | Thicker than Blood        | Il sangue non è acqua       | 8 novembre 1999  | 18 aprile 2008  |
| 7  | A Little Bit of Heaven    | Bambini rubati              | 15 novembre 1999 | 21 aprile 2008  |
| 8  | Pad'ar                    | Un'arte per vivere          | 22 novembre 1999 | 22 aprile 2008  |
| 9  | In Memory                 | Niente è come appare        | 29 novembre 1999 | 23 aprile 2008  |
| 10 | The Cloister              | Il convento                 | 6 dicembre 1999  | 24 aprile 2008  |
| 11 | Interview                 | L'intervista                | 17 gennaio 2000  | 25 aprile 2008  |
| 12 | Keep Your Enemies Closer  | Tieni stretti i tuoi nemici | 24 gennaio 2000  | 28 aprile 2008  |
| 13 | Subterfuge                | Sotterfugio                 | 31 gennaio 2000  | 29 aprile 2008  |
| 14 | Scorched Earth            | La Terra bruciata           | 7 febbraio 2000  | 30 aprile 2008  |
| 15 | Sanctuary                 | Il rifugio                  | 14 febbraio 2000 | 1º maggio 2008  |
| 16 | Through Your Eyes         | Attraverso i tuoi occhi     | 21 febbraio 2000 | 2 maggio 2008   |
| 17 | Time Bomb                 | Bomba ad orologeria         | 28 febbraio 2000 | 5 maggio 2008   |
| 18 | The Fields                | I campi                     | 17 aprile 2000   | 6 maggio 2008   |
| 19 | Apparition                | Apparizione                 | 24 aprile 2000   | 7 maggio 2008   |
| 20 | One Taelon Avenue         | Taelon Avenue               | 1º maggio 2000   | 8 maggio 2008   |
| 21 | Abduction                 | Il rapimento                | 8 maggio 2000    | 9 maggio 2008   |
| 22 | Arrival                   | L'arrivo                    | 15 maggio 2000   | 12 maggio 2008  |